# Синій Жук
Синій Жук (англ. Blue Beetle) — ім'я декількох супергероїв. Персонаж вперше з'явився в серпні 1939 року в коміксі Mystery Men Comics № 1, який видав Fox Comics. Відтоді персонаж змінив кілька видавництв, зупинившись нарешті на DC Comics у середині 1980-х років. Відтоді кілька разів змінювалися персонажі, що носять ім'я Синій Жук, змінювалися їхні здібності та сили.

## Історія публікацій
Вихідний Синій Жук, Ден Гаррет, вперше з'явився у коміксі видавництва Fox Comics Mystery Men Comics № 1 (датованому серпнем 1939 року), з малюнками Чарльза Ніколаса Войткоскі (як Чарльз Ніколас); втім, на Grand Comics Database Вілл Айснер вказується як сценарист. Новачок у поліції, він використовував особливе спорядження, куленепробивний костюм і викликає суперсилу «2-X вітамін», а також допомогу сусіда фармаколога у боротьбі зі злочинністю. Він був описаний у серіях коміксів, стрипах і радіо-шоу, але, подібно до багатьох супергероїв Золотого віку, перестав з'являтися в 1950-х років. Серія коміксів показує деяку аномалію в публікації: 19 випусків, з № 12 до № 30 публікувалися Holyoke Publishing; випуску № 42 не було; частота публікацій варіювалася; були прогалини випусків, найбільші у 1947 році та в середині 1980-х, а також на початку 1950-х років.
У середині 1950-х років Fox Comics відійшла від справ і продала права на Синього Жука Charlton Comics . Ця компанія опублікувала кілька випадкових пригод персонажа, а 1964 року оновила його. У новому походженні Ден Гаррет був археологом, який знайшов магічний єгипетський артефакт, що нагадує скарабея, який він використав, щоб боротися зі злочинністю. Видавництво зробило три спроби запустити власну серію для персонажа. Дві спроби продовжували нумерацію попередньої серії. Вони також були замінені на нові серії, які продовжили немарцію.
Нові серії недовго жили, і на сторінках Captain Atom з № 83 (датований на обкладинці листопадом 1966 року) за № 86 видавництво представило Теда Корда, учня Дена Гаррета, який взяв на себе роль Синього Жука, коли Гаррет помер. Цей Синій Жук отримав свою власну серію в 1967 році, але вся серія коміксів Action Comics видавництва Charlton Comics перестала публікуватися в 1968 році . Залишки видавництва було продано DC Comics у 1983 році, після чого персонажі Charlton Comics з'явилися у командах супергероїв, включаючи Лігу Справедливості .
У 2006 році DC представило нового Синього Жука, підлітка Гайме Раєса, чиї сили походили зі скарабея, який тепер був представником просунутої інопланетної технології. Серія спочатку писалася Кітом Гіффеном та Джоном Роджерсом з ілюстраціями Каллі Гемнера . Гіффен залишив серію після № 10, і Роджерс став єдиним фактичним сценаристом серії, разом із новим художником, Рафаелем Елберкерк'ю. Роджерс залишив серію з випуском № 25, щоб сконцентруватися на телесеріалі «Противага». Після трьох пробних випусків Метт Стерджес став головним сценаристом № 29, але серія була скасована після № 36. Редактор Ден ДіДіо скасував серію через погані продажі, заявивши: Blue Beetle був «серією, яку ми почали з високими очікуваннями, але втратила аудиторію на шляху» . У червні 2009 року Синього Жука було повернуто на підтримку до популярнішої серії Бустера Голда.
У вересні 2011 року нову серію Blue Beetle було запущено як частину ініціативи New 52 DC Comics, в якій історію Гайме Реєса було перезапущено з новим походженням і без будь-якої згадки Теда Корда або Дена Гаррета як минулих Синіх Жуків. Сценаристом нової серії став Тоні Бідард, а художником — Іг Гуара .

## Життєпис

### Ден Гаррет

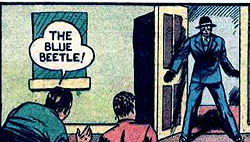
Перша поява Синього Жука, у Mystery Men Comics № 1 у 1939 році. Малюнок Чарльза Ніколаса.

Найпершим Синім Жуком був Ден Гаррет, персонаж Золотого віку коміксів, син поліцейського, убитого злочинцем. Версія персонажа видавництва Fox Feature Syndicate вперше була представлена у Mystery Men Comics № 1 (серпень 1939 року) і незабаром після цього отримала свою власну серію, що тривала 60 випусків. Fox Feature Syndicate навіть спонсорувало «День Синього Жука» на Всесвітній виставці в Нью-Йорку 1940 року, проведений 7 серпня о 10:30. Подія також включала естафету, в якій брало участь близько 300 дітей. Радіостанція WMCA передавала репортаж про естафету у прямому ефірі.
Працюючи патрульним, молодий Ден Гаррет спочатку боровся зі злочинністю як Синій Жук без будь-яких суперздатностей. Пізніше Гаррет одягнув куленепробивний синій костюм (описаний Гарретом як кольчуга, зроблена з целюлози — «легкої, як шовк, але міцнішої сталі») й тимчасово отримував суперсилу та витривалість, приймаючи таємничий Вітамін 2X . Подібно до Зеленого Шершня, Синій Жук як підпис залишав свій фірмовий знак, скарабея, на видному місці, часто підвішуючи його на нитці, і навіть проєктував збільшене зображення на стіну за допомогою ліхтарика .
Ряд другорядних персонажів залишався незмінним під час оригінальної серії коміксів і включав Джоан Мейсон, красиву блондинку-репортера місцевої газети Daily Blade, яка пізніше з'явиться у своїх власних історіях, і Майка Меннігана, стереотипного ірландця-напарника Дена в поліції, який не дивлячись на всі існуючі докази вірив, що Синій Жук — це злочинець, і завжди намагався його заарештувати. Лікар Франц, місцевий фармацевт та винахідник куленепробивного костюма і Вітаміну 2X (а також багатьох інших корисних гаджетів, включаючи портативний бездротовий телефон — за півстоліття до винаходу), грав значну роль у ранніх випусках, але потім зник з постійного складу. У Синього Жука також був на короткий час помічник — хоробрий підліток Спаркінгтон Дж. Норзруп (Спаркі), що спочатку носив укорочену версію куленепробивного костюма Жука, але пізніше одягнув свій звичайний одяг.
Під час другої світової війни Ден Гаррет став урядовим агентом, якого часто направляли за кордон для виконання секретних місій, проте після закінчення війни він повернувся до своєї старої ролі місцевого поліцейського. Його сили поступово збільшувалися, що врешті-решт призвело до появи в нього здатності літати і рентгенівського зору, серед химерних талантів, які змінювалися від випуску до випуску за бажанням сценаристів. Однак, коли супергерої вийшли з моди, Fox Feature поступово почало зменшувати його суперсили та зробило пригоди Гаррета темнішими, сповненими садистського насильства та ледь одягнених жінок, поки серія не стала просто детективною, а невдовзі пішла на перерву.
Популярний персонаж своєї ери, Синій Жук мав власну серію коміксів, яку під псевдонімами малювали Джек Кірбі та інші. Також існував радіосеріал, що складався із 48 серій по 30 хвилин кожна.

### Ден Гарретт

#### Charlton Comics
Видавництво Charlton Comics набуло прав на Синього Жука та перевидало деякі історії в антології, а також невеликий репринт серії Blue Beetle із чотирьох випусків, нумерованих 18—21.
У 1964 році, під час Срібного віку коміксів Charlton Comics переглянула зображення персонажа, збираючись випускати нову серію коміксів. Новий Синій Жук зберіг колишнє ім'я (до слова «Beetle» додалася ще одна літера «t»), але нічого більше. Цей Синій Жук був археологом Деном Гарреттом, який отримав низку суперсил (що включають суперсилу та бачення, політ і здатність генерувати енергетичні вибухи) від містичного скарабея, якого він знайшов під час розкопок у Єгипті, де цей скарабей використовувався, щоб тримати в полоні злого муміфікованого фараона . Він трансформується у Синього Жука, вимовляючи «Скажи Дха!». Ця версія, створена сценаристом Джо Джиллом і художником Тоні Талларіко, спочатку планувалася в стилі кемп, з історіями на кшталт The Giant Mummy Who was Not Dad. Ден Гарретт версії Charlton Comics існував недовго — в 1966 році його замінили новим персонажем .

#### AC Comics
Обидві версії Синього Жука (а насправді всі три версії) знову з'явилися в третьому випуску Americomics, серії коміксів видавництва AC Comics в 1983—1984 роках. У першій історії випуску Тед Корд бореться з фальшивим Деном Гарреттом, проте друга історія важливіша. У ній розповідається, що оригінальний Ден 1940-х років був реінкарнований у версію Срібного віку (без спогадів про своє попереднє існування) «богами», які, найімовірніше, створили містичного скарабея. Ці боги раптово воскрешають Дена знову і відправляють його, щоб врятувати життя Теда Корда (і залишивши йому записку, в якій йдеться: «Спробуй не померти цього разу»), після чого Тед Корд передає ім'я Синього Жука назад Дену. Серію Americomics було скасовано після 6-го випуску, і досі ця історія ніколи не була згадана жодним видавництвом.

#### DC Comics
Дена Гарретта версії Charlton Comics знову показали у другому випуску Secret Origins, серії коміксів DC Comics, в якому розповіли історію — його і Теда Корда. Після цього Ден Гарретт з'явився ще кілька разів (у флешбек-історіях), включаючи камео-ролі в Infinity, Inc., Captain Atom, JLA: Year One та Legends of the DC Universe.
Персонаж коротко повернувся у першому випуску Blue Bettle — серії DC Comics, воскреслого містичним скарабеєм для боротьби проти його наступника. Він також з'являється у різних флешбек-історіях. Його версія 1940-х років була коротко згадана в обмеженій серії The Golden Age DC Comics.

#### Dynamite Entertainment
У випуску № 0 міні-серії Project Superpowers у флешбеку з'явилася версія Синього Жука Fox Feature Syndicate. Щоб уникнути конфлікту з приводу авторських прав із DC Comics, герой був названий своєю прізвисько «Великий Синій» (англ. Big Blue).

#### Спадщина
Зрештою було встановлено, що Ден Гарретт версії Charlton Comics вперше з'явився 14 серпня 1939 року. Синій Жук Хайме Реєс зустрічав онуку Дена, Даніель, а також самого Дена.

### Тед Корд
Заміна Синього Жука була створена Charlton Comics, і пізніше комікси про нього створювалися видавництвом Americomics, а потім DC Comics. Тед Корд, колишній студент Дена Гаррета, геній-винахідник та здібний атлет. Корд і Гаррет розслідували справу дядька Корда Джарвіса, коли дізналися, що Джарвіс працює над створенням армії андроїдів для захоплення Землі. Гаррет переодягся у Синього Жука, але був убитий у битві. Вмираючи, він передав Корду відповідальність буття Синім Жуком, але не зумів передати магічного скарабея.
Тед мав деякий час скарабеєм, але ніколи не використовував його. Він носив його під час Кризи на нескінченних Землях, коли був обраний Монітором для захисту множинних Земель, але скарабей зреагував, тільки коли Теда атакували; скарабей не дав йому жодних суперздатностей.
Під час подій «Death of Superman» Синій Жук та інші члени Ліги справедливості намагалися зупинити шлях руйнування Думсдея. Думсдей показав свою майже повну невразливість, жорстоко перемігши Лігу, ввівши Синього Жука в коматозний стан . Після відновлення він продовжив свою співпрацю з Лігою, а також з її представником, Екстремальною Справедливістю.
Синій Жук виявив оновлену організацію Шахи, яку очолює Максвелл Лорд, з базою даних на всіх металюдей Землі. Він був схоплений і вбитий пострілом у голову. Перед смертю він використав скарабея, аби зв'язатися з Капітаном Марвелом, але був змушений залишити цю спробу Шазаму на Скелі Вічності, коли чарівник відіслав його назад на Землю .
Незабаром після цього Бустер разом з Хайме, Деном та Чорним Жуком у маскуванні Синього Жука з майбутнього подорожували назад у часі, щоб урятувати Корда за кілька секунд до його смерті .

### Гайме Реєс
Хайме Рейєс — підліток, який проживає в Ель-Пасо в Техасі, з батьком, матір'ю та маленькою сестрою. Його батько має власний гараж, а мати працює нянею. Хайме запропонував батькові допомогу в гаражі, але батько відмовився. Він вважає, що Хайме має насолоджуватися своїм дитинством так довго, як це можливо (і має спробувати здобути освіту).
Після того, як чарівник Шазам був убитий і Скеля вічності зруйнована, скарабей приземлився у вільній місцевості в Ель-Пасо, де Хайме і знайшов його. Коли Бустер Голд прийшов забрати скарабея, той приліпився до хребта Хайме і зробив його новим Синім Жуком. Після того, як Бустер Голд відкрив Хайме його нові можливості, Хайме був втягнутий у битву з Братським Оком (англ. Brother Eye) під час Infinite Crisis. У кульмінаційний момент скарабей відрізає Хайме від супергероїв і транспортує його на Землю, де він виявляє, що був відсутній рік, оскільки скарабей використовував просторовий варіант транспортування. Тепер він — член Юних Титанів та добрий товариш Роуз Вілсон (Спустошителька), Робіна, Статика та інших. У Teen Titans № 83 (том 3) він бере відпустку, щоб провести час із матір'ю.
У Хайме є дівчина, юна чарівниця Трейсі Тринадцять (колишня), яка порозумілася з його сім'єю. Його велика любляча родина є основним джерелом сили та підтримки для Хайме. Миротворець був добрим і мудрим наставником для юного Синього Жука, так само як був і Лікар Мід-Найт.
Хайме з'явився разом з іншими колишніми учасниками Міжнародної Ліги справедливості у Justice League: Generation Lost .
Хайме має партнерське стосунки: Барт Аллен, Трейсі Тринадцять.
Після подій кросовера Flashpoint Хайме Рейєс знову з'явився у власній серії Blue Beetle, однієї з 52-х щомісячних серій, запущених у вересні 2011 року .

## Інші версії

### Kingdom Come
Синій Жук (Тед Корд) з'явився в обмеженій серії коміксів Kingdom Come, створеної Алексом Россом та Марком Вейдом. Він був серед інших «Екшен Героїв» (англ. Action Heroes) видавництва Charlton Comics, не як член Батальйону справедливості Магога, а як учасник групи Бетмена і пізніше Фронту звільнення людства. Пізніше він з'являється на обкладинці в броньованому костюмі, зарядженому містичним скарабеєм, разом із командою Бетмена. У романі, написаному за мотивами коміксу, Бетмен вважає Синього Жука, разом із Зеленою Стрілою та Чорною Канаркою, своїми найближчими (на цей час) друзями. Синього Жука було вбито, як і більшість інших героїв, ядерним вибухом.

### Мультивсесвіт 52
У фінальному випуску серії коміксів 52, що виходила щотижня протягом 2006—2007 років, була показана Мультивселенна, що складається з 52-х паралельних всесвітів, кожен з яких відрізняється оригінальним поглядом на основних героїв DC Comics, іншими в порівнянні з основним всесвітом. Мультивсесвіт у випуску веде себе як пристрій, що розповідає історії, що дозволило творцям коміксу представити альтернативні версії персонажів, що з'являлися раніше в сценаріях на кшталт "Що якщо..? ", у популярних історіях Elseworlds, а також дозволило цим персонажам взаємодіяти з основним всесвітом. Наприклад, Тед Корд із коміксу Kingom Come тут був представлений як із Землі-22.
Спін-офф серії Countdown to Final Crisis представили читачеві інших Синіх Жуків у 2007 році. Земля-19 (всесвіт коміксу Gotham by Gaslight), зображена схоже на Вікторіанську епоху, має власну версію Дена Гарретта, який поза костюмом є головним єгиптологом у Готемському музеї природознавства і носить монокль. Він з'явився у коміксі The Search for Ray Palmer: Gotham by Gaslight . Обмежена серія Countdown: Arena показує ще три версії: Синього Жука Землі-26 — рій розумних комах, що формують людиноподібне тіло (і називають себе «Скарабей»), Теда із Землі-33, антропоморфного жука, домашня тварина містера та місіс Корд Синього Жука Землі-39, юну версію Дена Гаррета, який отримав зв'язок зі скарабеєм, схожим на те, що є у Хайме Рейєса .
Нова версія Синього Жука, знана як Синій скарабей, була показана членам Ліги справедливості в апокаліптичній версії майбутнього, описаної в Justice League: Generation Lost . Про нього говориться, що він — «нащадок Синього Жука» і виглядає схожим на інопланетянина .
Також є зла версія, що з'явилася в антиречовинному всесвіті Квард, на якій існує Синдикат Злочинності Америки. Ця версія знана як Скарабей.

## Поза коміксами

### Радіо
- Синій Жук мав коротку кар'єру на радіо, між травнем та вереснем 1940 року. Перші 13 епізодів персонажа озвучував Френк Лавджой, решту його озвучували різні не заявлені актори.

### Аудіо
- Історія Kingdom Come, у якій Синій Жук грає невелику роль, була адаптована під аудіодраму Джоном Вітманом. Заснована на сценарії Марка Вейда та Алекса Росса, а також на новелізації Елліота Меггіна (Time Warner Audio Books, 1998)[39] .

### Телебачення
- У Batman: The Brave and the Bold з'явилися три версії Синього Жука:
  - Найчастіше на екрані з'являвся Хайме Рейєс, останній Синій Жук, озвучений Віллом Фрайдлом, який раніше озвучував Террі МакГінніса, Бетмена з Batman Beyond .[40] У серіалі також показано злу версію Синього Жука з альтернативного всесвіту під ім'ям «Червоний Скарабей», член Синдикату Несправедливості.
  - Версія Теда Корда з'являється у кількох епізодах. За сюжетом, він помер за два роки до подій серіалу. Однак в одній серії з'являється як персонаж, що діє, оскільки дія відбувається в минулому. Також з'являється у флешбеках. Його озвучив Вілл Вітон[41] .
  - Ден Гаррет з'являється коротко в епізоді «Fall of the Blue Beetle», у флешбеку Бетмена. Костюм Синього Жука, який носив Ден, знаходиться на стенді у притулку Теда Корда.
- Хайме Рейєс з'являється у другому сезоні Young Justice, озвучений Еріком Лопезом.
- З'являється в серіалі " Таємниці Смолвіля " у заключному сезоні, як Хайме Рейєс. Також у 10-му сезоні є Тед Корд[42] у виконанні Себастьяна Спенса, на відміну від коміксів Тед Корд не став Синім Жуком.
- Є одним з головних персонажів у мультфільмах « Ліга справедливості проти Юних Титанів» та «Юні Титани: Контракт Юди».

### Відеоігри
- Також Синій Жук з'являвся у грі Batman: The Brave and the Bold.
- Синій Жук — грабельний персонаж в Injustice 2.
- Синій Жук як Хайме Рейєрс з'являється у грі Lego Batman 3: Beyond Gotham та Lego DC Super-Villains.
- Синій Жук — грабельна фігура у грі Teeny Titans.
- Синій Жук — грабельний персонаж в Infinite Crisis.
- Синій Жук — персонаж коміксу-приквела DC Universe Online.
- Синій Жук — грабельний персонаж у DC legends.

### Кіно
Хайме Рейєс / Синій Жук є головним героєм однойменного фільму, випущеного в серпні 2023 року. Режисер — Анхель Мануэль Сото, сценарист — Гарет Даннет-Алкосер. Роль Рейєса виконав Ксоло Марідуенья.

## Критика та відгуки
У травні 2009 року Синій Жук посів 61-е місце у списку 100 найкращих героїв коміксів за версією IGN.